# Phlogochroa haematoessa
Phlogochroa haematoessa là một loài bướm đêm trong họ Noctuidae.